# La Pils des 3 Canaux
La Pils des 3 Canaux is een Belgische pils.
Het bier wordt gebrouwen in de artisanale Authentique Brasserie te Blaton, Henegouwen.  Het is een ongefilterde pils met een alcoholpercentage van 4,5%